# 1673
1673 (MDCLXXIII) byl rok, který dle gregoriánského kalendáře započal nedělí.

## Události
- 21. srpna – Třetí anglo-nizozemská válka: Michiel de Ruyter porazil výrazně silnější anglo-francouzské loďstvo v bitvě u Texelu.
- 11. listopadu – Bitva u Chotynu
- V Anglii vydány Test Acts, které katolíkům zabraňovaly v účasti v politice.
- Polský vojevůdce hejtman Jan III. Sobieski porazil tureckou armádu u Chocimi na Ukrajině.
- Císař Leopold I. navštívil na počátku září Prahu

### Probíhající události
- 1652–1689 – Rusko-čchingská válka
- 1672–1674 – Třetí anglo-nizozemská válka
- 1672–1678 – Francouzsko-nizozemská válka

## Narození

#### Česko
- 06. února – Václav František Karel Košín, katolický kněz a 7. biskup královéhradecký († 26. března 1731)
- 24. srpna – František Ferdinand Oedt, olomoucký kanovník a prelát († 2. srpna 1741)
- 13. září – Franz Retz, český jezuita, generální představený řádu († 19. listopadu 1750)
- 01. prosince – Jan Maxmilián Ondřej z Thunu-Hohenštejna, šlechtic († 25. března 1701)
- neznámé datum
  - Tobiáš Josef Antonín Seeman, hofmistr na hraběcím dvoře Františka Antonína Šporka († 16. ledna 1750)
  - Adam Ignác Mladota ze Solopysk, šlechtic a duchovní († 23. května 1708)

#### Svět
- 23. ledna – Pavel Heermann, německý sochař († 22. července 1732)
- 31. ledna – svatý Ludvík z Montfortu, francouzský katolický kněz a kazatel († 1716)
- 15. března – Jan Kryštof Müller, rakouský kartograf († 21. června 1721)
- 08. února – Georg Olivier Wallis, poslední správce Srbského království († 19. prosinec 1744)
- 05. dubna – pokřtěn Nicolò Grimaldi, italský zpěvák-kastrát (mezzosoprán) († 1. ledna 1732)
- 21. dubna – Amálie Vilemína Brunšvicko-Lüneburská, manželka císaře Josefa I., česká královna († 10. dubna 1742)
- 28. dubna – Claude Gillot, francouzský malíř a designér († 4. květen 1722)
- 17. května – Lothar von Königsegg-Rothenfels, rakouský vojevůdce a diplomat († 8. prosince 1751)
- 01. června – Luisa Františka Bourbonská, nemanželská dcera Ludvíka XIV. a Madame de Montespan († 16. červen 1743)
- 18. července – Hedvika Alžběta Amálie Sobieská, německá šlechtična († 10. srpna 1722)
- 20. července – John Dalrymple, 2. hrabě ze Stairu, britský polní maršál a diplomat († 9. května 1747)
- 24. července – François Gayot de Pitaval, francouzský advokát, nakladatel a spisovatel († 2. ledna 1743)
- 11. srpna – Richard Mead, anglický lékař a epidemiolog († 16. února 1754)
- 24. srpna – František Ferdinand Oedt, olomoucký kanovník a prelát († 2. srpna 1741)
- 18. září – Louise Élisabeth de Joybert, francouzská markýza († 15. ledna 1740)
- 26. října – Dimitrie Cantemir, rumunský politik, učenec a spisovatel († 21. srpna 1723)
- 16. listopadu – Alexandr Danilovič Menšikov, ruský státník a vojevůdce († 23. listopadu 1729)
- 31. prosince – Ahmed III., sultán Osmanské říše († 1. ledna 1736)
- neznámé datum
  - Spencer Compton, 1. hrabě z Wilmingtonu, britský premiér († 2. července 1743)
  - François Gayot de Pitaval, francouzský advokát, nakladatel a spisovatel († 1743)
  - Georg Caspar Schürmann, německý barokní skladatel († 25. února 1751)

## Úmrtí

#### Česko
- 08. ledna – Václav z Thun-Hohensteinu, šlechtic (* 1629)
- 24. března – Jiří Konstanc, jezuitský kněz (* 1607)
- 02. dubna – Ferdinand Vilém Slavata z Chlumu a Košumberka, šlechtic (* 1. září 1630)
- 03. dubna – Re'uven Hoške ha-Kohen Sofer, pražský rabín a kabalista (* ?)
- neznámé datum
  - Mikuláš Faber, duchovní a hudební skladatel (* ?)
  - Jan Bedřich Hess, pražský malíř (* asi 1622)
  - Eneáš Sylvius Piccolomini, vévoda z Amalfi, říšský kníže, císařský plukovník a majitel východočeského Náchodského panství (* 1653)

#### Svět
- 17. února – Molière, francouzský dramatik a herec (* 15. leden 1622)
- 23. února – John Howland, britský utečenec do Ameriky (* kolem 1592)
- 12. března – Markéta Habsburská, manželka císaře Leopolda I., česká královna (* 12. července 1651)
- 15. března – Salvator Rosa, italský malíř a rytec (* 1615)
- 20. března – Augustyn Kordecki, polský paulínský kněz (* 16. listopadu 1603)
- 29. března – Thomas Prence, anglický náboženský separatista, puritán (* kolem 1601)
- 28. dubna – Wolf Engelbrecht von Auersperg, rakouský šlechtic z Kraňska (* 22. prosince 1610)
- 13. května – pohřben Johannes Bach, německý barokní hudebník a skladatel (* 26. listopadu 1604)
- 19. května – Ingen Rjúki, čínský básník a kaligraf (* 7. prosince 1592)
- 28. května – Joan Blaeu, holandský kartograf (* 23. září 1596)
- 07. června – Evžen Mořic Savojský, francouzský šlechtic a generál (* 3. května 1635)
- 17. října – Thomas Clifford, anglický státník a diplomat (* 1. srpna 1630)
- 10. listopadu – Michał Korybut Wiśniowiecki, polský král (* 1640)
- 15. prosince – Margaret Cavendishová, anglická šlechtična, spisovatelka a filozofka (* 1623)
- neznámé datum
  - Semjon Ivanovič Děžňov, ruský mořeplavec (* 1605)
  - Charles de Batz-Castelmore, hrabě d'Artagnan, kapitán mušketýrů krále Ludvíka XIV. (* 1611)
  - Santino de Bossi, italský kameník a stavitel (* kolem 1610)
  - Caspar Schmalkalden, německý cestovatel (* 1616)
  - Siao Jün-cchung, čínský malíř, kaligraf a básník (* 1596)

## Hlavy států
- Anglie – Karel II. (1660–1685)
- Francie – Ludvík XIV. (1643–1715)
- Habsburská monarchie – Leopold I. (1657–1705)
- Osmanská říše – Mehmed IV. (1648–1687)
- Polsko-litevská unie – Jan Kazimír II. Vasa (1648–1668)
- Rusko – Alexej I. (1645–1676)
- Španělsko – Karel II. (1665–1700)
- Švédsko – Karel XI. (1660–1697)
- Papež – Klement X. (1670–1676)
- Perská říše – Safí II.